# Adeonella glypta
Adeonella glypta is een mosdiertjessoort uit de familie van de Adeonidae. De wetenschappelijke naam van de soort is voor het eerst geldig gepubliceerd in 1922 door Marcus.